# Collegio di South Down
South Down è un collegio elettorale nordirlandese della Camera dei comuni del Parlamento del Regno Unito. Elegge un membro del Parlamento con il sistema maggioritario a turno unico. Il rappresentante del collegio, dal 2017, è Chris Hazzard di Sinn Féin.

## Estensione

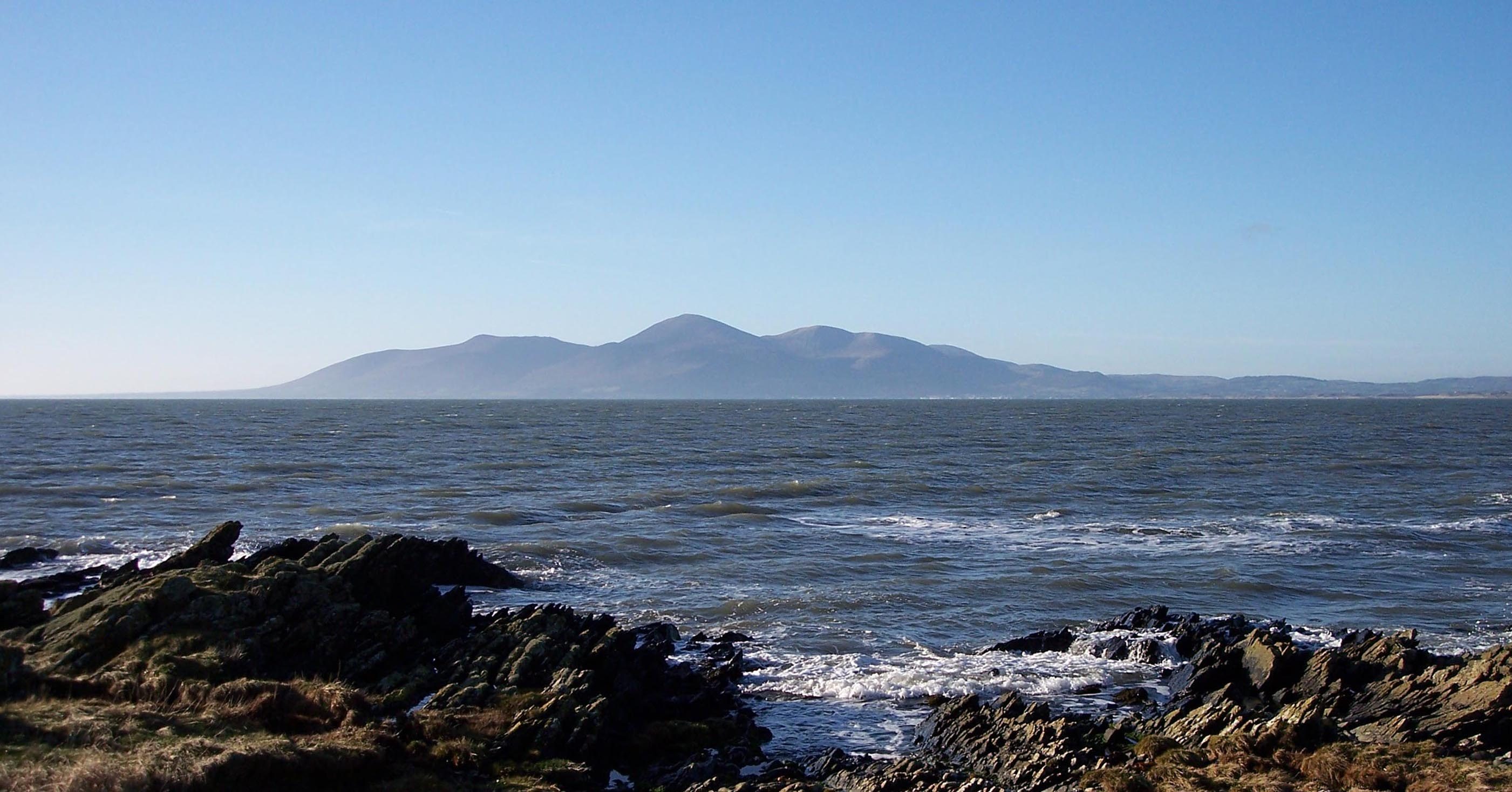
Slieve Donard

Il collegio fu creato per la prima volta nel 1885 nelle parti meridionali di Down; fu definito comprendendo le baronie di Iveagh Upper, Lower Half, la signoria di Newry e Mourne, e le parti delle baronie di Iveagh Upper, Upper Half comprese nelle parrocchie di Clonallan, Donaghmore, Drumgath, Kilbroney e Warrenpoint. Nel 1918 fu ridefinito comprendendo il distretto rurale di Newry nº1, la parte del distretto rurale di Kilkeel non inclusa in East Down e i distretti urbani di Newcastle, Newry e Warrenpoint. Dallo scioglimento del Parlamento nel 1922, il collegio fu riunito a Down.
Il collegio fu ricreato nel 1950 quando il vecchio collegio di Down, che eleggeva due deputati, fu abolito durante la riforma che portò tutti i seggi ad essere uninominali. In origine il collegio consisteva della parte mediana e meridionale della Contea Down, con la parte settentrionale compresa in North Down. La definizione comprendeva '(i) i distretti urbani di Banbridge, Downpatrick, Dromore, Kilkeel, Newcastle, Newry e Warrenpoint; (ii) i distretti rurali di Banbridge, Downpatrick, Kilkeel, Moira e Newry No. 1.' Dopo il 1973, contenne tutto Down e Bandbridge, insieme a parti di Newry e Mourne, Ards e Craigavon
Nel 1983 il collegio venne sensibilmente ridotto in quanto i collegi nordirlandesi passarono da 12 a 17. Grandi parti del collegio passarono a Upper Bann e Newry and Armagh; la composizione del collegio nel 1983 consisteva dell'intero distretto di Down, i ward di Annaclone, Ballyoolymore, Croob, Dromore, Drumadonnell, Garran, Quilly e Skeagh appartenenti a Banbridge, e i ward di Annalong, Ballycrossan, Binnian, Clonallan, Cranfield, Donaghmore, Drumgath, Kilkeel, Lisnacree, Rathfriland, Rostrevor, Seaview e Spelga appartenenti a Newry e Mourne.
Nell'ambito delle modifiche proposte nel 1995, il collegio doveva inizialmente essere abolito e sostituito da un nuovo collegio denominato Mid Down; ciò provocò un'ondata di proteste e a seguito di inchieste popolari, furono apportate solo modifiche minori e il seggio perse una piccola sezione a vantaggio di Lagan Valley e Strangford. Consiste ancora di parti di Down, Banbridge e Newry e Mourne.
Nel 2005 la Boundary Commission pubblicò delle proposte provvisorie per la modifica dell'estensione dei collegi dell'Irlanda del Nord. Per South Down, si propose originariamente di aggiungere parti di Newry dal collegio di Newry and Armagh, e la parte di Loughbrickland del distretto di Banbridge da upper Bann, togliendo alcune parti di Down a vantaggio di Strangford. Queste modifiche vennero discusse in una serie di consultazioni pubbliche, e vennero stilate delle raccomandazioni modificate. Con le nuove proposte, l'area di Newry rimase nel collegio di Newry and Armagh e Loughbrickland in Upper Bann. alla fine solo 4 ward intorno alla città di Ballynahinch vennero trasferiti a Strangford. Le modifiche ebbero effetto legale dal 2008.

## Storia

### Dal 1885 al 1922
Il collegio era in maniera predominante nazionalista nel 1918; gli unionisti godevano di un sostegno considerevole, ma minoritario. Il candidato di Sinn Féin ricevette pochi voti, probabilmente a causa del patto elettorale che mirava ad evitare la divisione del voto anti-unionista in seggi in cui il candidato unionista avrebbe pouto vincere.

### Il primo Dáil
Sinn Féin si candidò alle elezioni generali del 1918 con un programma che, anziché riconquistare i seggi che avevano ottenuto al Parlamento del Regno Unito, avrebbe istituito una nuova assemblea rivoluzionaria a Dublino. Secondo la teoria repubblicana, ogni deputato eletto in Irlanda era un potenziale deputato di questa assemblea; in pratica solo i membri di Sinn Féin accettarono l'offerta e il loro candidato Éamon de Valera ricevette solo lo 0,2% dei voti a South Down, mentre venne eletto senza sfidanti a East Clare; il nazionalista Jeremiah McVeagh, eletto deputato per South Down, non partecipò al primo Dáil.
Nel 1921 Sinn Féin decise di utilizzare le elezioni per la Camera dei Comuni dell'Irlanda del Nord e per la Camera dei Comuni dell'Irlanda del Sud come elezione per il Secondo Dáil della repubblica irlandese. Quest'area fu incorporata in un potenziale collegio del Dáil a otto deputati del collegio di Down.

### Dal 1950
Quando fu creato, inizialmente il collegio aveva una chiara maggioranza unionista, anche se con una forte minoranza nazionalista. Quando i confini vennero modificati, il collegio rimase incentrato maggiormente sulle roccaforti nazionaliste presso Downpatrick e Mournes, rendendolo un seggio sicuro per i nazionalisti.
Il collegio di Westminster fu detenuto dal Partito Unionista dell'Ulster (UUP) dalla creazione fino al 1987; alle elezioni generali nel Regno Unito dell'ottobre 1974 l'ex deputato conservatore Enoch Powell conquistò il seggio per l'UUP, rappresentando una novità in quanto il partito ottenne il sostegno di politici inglesi di alto profilo, offrendo loro un portavoce verso il Regno Unito.
Powell perseguì una politica di integrazione dell'Irlanda del Nord, in cui tutte le forme di devoluzione non fossero attuate e la provincia fosse governata come parte integrante del Regno Unito. Spinse affinché l'Irlanda del Nord avesse la stessa proporzione di deputati rispetto alla popolazione come nel resto del Regno Unito, piuttosto che un rapporto inferiore, cosa che era stata giustificata a causa dell'esistenza del Parlamento devoluto. Powell ebbe successo, ma nel suo collegio un considerevole numero di votanti unionisti andò altrone, portando a un vantaggio dei nazionalisti. Powell riuscì a rimanere deputato a causa della divisione del voto nazionalista, ma alle elezioni generali del 1987 perse a favore di Eddie McGrady del Partito Social Democratico e Laburista (SDLP), che detenne il seggio fino al suo ritiro nel 2010.
Da allora il voto unionista è sceso ulteriormente anche a causa di modifiche ai confini, che esclusero molte roccaforti unioniste come Dromore e Saintfield, e a causa del fatto che molti unionisti votarono tatticamente il SDLP per evitare che il seggio finisse in mani di Sinn Féin. Nel 2017, tuttavia, Sinn Féin conquistò il collegio per la prima volta, con Chris Hazzard che sconfisse l'ex leader del SDLP Margaret Ritchie.

## Membri del parlamento
| Elezione | Elezione         | Deputato           | Partito                         |
| -------- | ---------------- | ------------------ | ------------------------------- |
|          | 1885             | John Francis Small | Parlamentare Irlandese          |
| 1886     | Michael McCartan |                    | Parlamentare Irlandese          |
|          | Michael McCartan | 1892               | Federazione Nazionale Irlandese |
|          | Michael McCartan | 1900               | Parlamentare Irlandese          |
| 1902 (S) | Jeremiah McVeagh |                    | Parlamentare Irlandese          |
|          | 1922             | Collegio abolito   | Collegio abolito                |
|          | 1950             | Collegio ricreato  | Collegio ricreato               |
|          | 1950             | Lawrence Orr       | Unionista dell'Ulster           |
| Ott 1974 | Enoch Powell     |                    | Unionista dell'Ulster           |
|          | 1987             | Eddie McGrady      | Social Democratico e Laburista  |
| 2010     | Margaret Ritchie |                    | Social Democratico e Laburista  |
|          | 2017             | Chris Hazzard      | Sinn Féin                       |

## Risultati elettorali

### Elezioni negli anni 2020
| Partito                    | Partito                                | Candidato                  | Risultati 4 luglio 2024 | Risultati 4 luglio 2024 |
| Partito                    | Partito                                | Candidato                  | Voti                    | %                       |
| -------------------------- | -------------------------------------- | -------------------------- | ----------------------- | ----------------------- |
|                            | Sinn Féin                              | Chris Hazzard              | 19 698                  | 43,54                   |
|                            | SDLP                                   | Colin McGrath              | 10 418                  | 23,03                   |
|                            | DUP                                    | Diane Forsythe             | 7 349                   | 16,24                   |
|                            | Alleanza                               | Andrew McMurray            | 3 187                   | 7,04                    |
|                            | TUV                                    | Jim Wells                  | 1 893                   | 4,18                    |
|                            | UUP                                    | Michael O'Loan             | 1 411                   | 3,12                    |
|                            | Aontù                                  | Rosemary McGlone           | 797                     | 1,76                    |
|                            | Verde                                  | Declan Walsh               | 444                     | 0,98                    |
|                            | Conservatore                           | Hannah Westropp            | 46                      | 0,10                    |
|                            |                                        |                            |                         |                         |
| Iscritti                   | Iscritti                               | Iscritti                   | 76 248                  | 100,00                  |
| ↳ Votanti (% su iscritti)  | ↳ Votanti (% su iscritti)              | ↳ Votanti (% su iscritti)  | 45 243                  | 59,34                   |
| ↳ Astenuti (% su iscritti) | ↳ Astenuti (% su iscritti)             | ↳ Astenuti (% su iscritti) | 31 005                  | 40,66                   |
|                            |                                        |                            |                         |                         |
|                            | Esito: collegio confermato a Sinn Féin |                            |                         |                         |

### Elezioni negli anni 2010
| Partito                    | Partito                                | Candidato                  | Risultati 12 dicembre 2019 | Risultati 12 dicembre 2019 |
| Partito                    | Partito                                | Candidato                  | Voti                       | %                          |
| -------------------------- | -------------------------------------- | -------------------------- | -------------------------- | -------------------------- |
|                            | Sinn Féin                              | Chris Hazzard              | 16 137                     | 32,43                      |
|                            | SDLP                                   | Michael Savage             | 14 517                     | 29,17                      |
|                            | DUP                                    | Glyn Hanna                 | 7 619                      | 15,31                      |
|                            | Alleanza                               | Patrick Brown              | 6 916                      | 13,90                      |
|                            | UUP                                    | Jill Macauley              | 3 307                      | 6,65                       |
|                            | Aontù                                  | Paul Brady                 | 1 266                      | 2,54                       |
|                            |                                        |                            |                            |                            |
| Iscritti                   | Iscritti                               | Iscritti                   | 79 113                     | 100,00                     |
| ↳ Votanti (% su iscritti)  | ↳ Votanti (% su iscritti)              | ↳ Votanti (% su iscritti)  | 49 762                     | 62,90                      |
| ↳ Astenuti (% su iscritti) | ↳ Astenuti (% su iscritti)             | ↳ Astenuti (% su iscritti) | 29 351                     | 37,10                      |
|                            |                                        |                            |                            |                            |
|                            | Esito: collegio confermato a Sinn Féin |                            |                            |                            |

| Partito                    | Partito                                   | Candidato                  | Risultati 8 giugno 2017 | Risultati 8 giugno 2017 |
| Partito                    | Partito                                   | Candidato                  | Voti                    | %                       |
| -------------------------- | ----------------------------------------- | -------------------------- | ----------------------- | ----------------------- |
|                            | Sinn Féin                                 | Chris Hazzard              | 20 328                  | 39,94                   |
|                            | SDLP                                      | Margaret Ritchie           | 17 882                  | 35,14                   |
|                            | DUP                                       | Diane Forsythe             | 8 867                   | 17,42                   |
|                            | UUP                                       | Harold McKee               | 2 002                   | 3,93                    |
|                            | Alleanza                                  | Andrew McMurray            | 1 814                   | 3,56                    |
|                            |                                           |                            |                         |                         |
| Iscritti                   | Iscritti                                  | Iscritti                   | 75 733                  | 100,00                  |
| ↳ Votanti (% su iscritti)  | ↳ Votanti (% su iscritti)                 | ↳ Votanti (% su iscritti)  | 50 893                  | 67,20                   |
| ↳ Astenuti (% su iscritti) | ↳ Astenuti (% su iscritti)                | ↳ Astenuti (% su iscritti) | 24 840                  | 32,80                   |
|                            |                                           |                            |                         |                         |
|                            | Esito: collegio passa da SDLP a Sinn Féin |                            |                         |                         |

| Partito                    | Partito                           | Candidato                  | Risultati 7 maggio 2015 | Risultati 7 maggio 2015 |
| Partito                    | Partito                           | Candidato                  | Voti                    | %                       |
| -------------------------- | --------------------------------- | -------------------------- | ----------------------- | ----------------------- |
|                            | SDLP                              | Margaret Ritchie           | 18 077                  | 42,34                   |
|                            | Sinn Féin                         | Chris Hazzard              | 12 186                  | 28,54                   |
|                            | UUP                               | Harold McKee               | 3 964                   | 9,28                    |
|                            | DUP                               | Jim Wells                  | 3 486                   | 8,16                    |
|                            | UKIP                              | Henry Reilly               | 3 044                   | 7,13                    |
|                            | Alleanza                          | Martyn Todd                | 1 622                   | 3,80                    |
|                            | Conservatori                      | Felicity Buchan            | 318                     | 0,74                    |
|                            |                                   |                            |                         |                         |
| Iscritti                   | Iscritti                          | Iscritti                   | 75 170                  | 100,00                  |
| ↳ Votanti (% su iscritti)  | ↳ Votanti (% su iscritti)         | ↳ Votanti (% su iscritti)  | 42 697                  | 56,80                   |
| ↳ Astenuti (% su iscritti) | ↳ Astenuti (% su iscritti)        | ↳ Astenuti (% su iscritti) | 32 473                  | 43,20                   |
|                            |                                   |                            |                         |                         |
|                            | Esito: collegio confermato a SDLP |                            |                         |                         |

| Partito                    | Partito                           | Candidato                  | Risultati 6 maggio 2010 | Risultati 6 maggio 2010 |
| Partito                    | Partito                           | Candidato                  | Voti                    | %                       |
| -------------------------- | --------------------------------- | -------------------------- | ----------------------- | ----------------------- |
|                            | SDLP                              | Margaret Ritchie           | 20 648                  | 48,48                   |
|                            | Sinn Féin                         | Caitríona Ruane            | 12 236                  | 28,73                   |
|                            | DUP                               | Jim Wells                  | 3 645                   | 8,56                    |
|                            | UCU-NF                            | John McCallister           | 3 093                   | 7,26                    |
|                            | TUV                               | Ivor McConnell             | 1 506                   | 3,54                    |
|                            | Verdi                             | Cadogan Enright            | 901                     | 2,12                    |
|                            | Alleanza                          | David Griffin              | 560                     | 1,31                    |
|                            |                                   |                            |                         |                         |
| Iscritti                   | Iscritti                          | Iscritti                   | 70 745                  | 100,00                  |
| ↳ Votanti (% su iscritti)  | ↳ Votanti (% su iscritti)         | ↳ Votanti (% su iscritti)  | 42 589                  | 60,20                   |
| ↳ Astenuti (% su iscritti) | ↳ Astenuti (% su iscritti)        | ↳ Astenuti (% su iscritti) | 28 156                  | 39,80                   |
|                            |                                   |                            |                         |                         |
|                            | Esito: collegio confermato a SDLP |                            |                         |                         |

### Elezioni negli anni 2000
| Partito                    | Partito                           | Candidato                  | Risultati 5 maggio 2005 | Risultati 5 maggio 2005 |
| Partito                    | Partito                           | Candidato                  | Voti                    | %                       |
| -------------------------- | --------------------------------- | -------------------------- | ----------------------- | ----------------------- |
|                            | SDLP                              | Eddie McGrady              | 21 557                  | 44,75                   |
|                            | Sinn Féin                         | Caitríona Ruane            | 12 417                  | 25,77                   |
|                            | DUP                               | Jim Wells                  | 8 815                   | 18,30                   |
|                            | UUP                               | Dermot Nesbitt             | 4 775                   | 9,91                    |
|                            | Alleanza                          | Julian Crozier             | 613                     | 1,27                    |
|                            |                                   |                            |                         |                         |
| Iscritti                   | Iscritti                          | Iscritti                   | 73 665                  | 100,00                  |
| ↳ Votanti (% su iscritti)  | ↳ Votanti (% su iscritti)         | ↳ Votanti (% su iscritti)  | 48 177                  | 65,40                   |
| ↳ Astenuti (% su iscritti) | ↳ Astenuti (% su iscritti)        | ↳ Astenuti (% su iscritti) | 25 488                  | 34,60                   |
|                            |                                   |                            |                         |                         |
|                            | Esito: collegio confermato a SDLP |                            |                         |                         |

| Partito                    | Partito                           | Candidato                  | Risultati 7 giugno 2001 | Risultati 7 giugno 2001 |
| Partito                    | Partito                           | Candidato                  | Voti                    | %                       |
| -------------------------- | --------------------------------- | -------------------------- | ----------------------- | ----------------------- |
|                            | SDLP                              | Eddie McGrady              | 24 136                  | 46,35                   |
|                            | Sinn Féin                         | Mick Murphy                | 10 278                  | 19,74                   |
|                            | UUP                               | Dermot Nesbitt             | 9 173                   | 17,62                   |
|                            | DUP                               | Jim Wells                  | 7 802                   | 14,98                   |
|                            | Alleanza                          | Betty Campbell             | 685                     | 1,32                    |
|                            |                                   |                            |                         |                         |
| Iscritti                   | Iscritti                          | Iscritti                   | 73 550                  | 100,00                  |
| ↳ Votanti (% su iscritti)  | ↳ Votanti (% su iscritti)         | ↳ Votanti (% su iscritti)  | 52 074                  | 70,80                   |
| ↳ Astenuti (% su iscritti) | ↳ Astenuti (% su iscritti)        | ↳ Astenuti (% su iscritti) | 21 476                  | 29,20                   |
|                            |                                   |                            |                         |                         |
|                            | Esito: collegio confermato a SDLP |                            |                         |                         |

## Risultati dei referendum

### Referendum sulla permanenza del Regno Unito nell'Unione europea del 2016
|                  | Collegio    | Lasciare UE % | Rimanere in UE % |
| ---------------- | ----------- | ------------- | ---------------- |
|                  | South Down  | 32,80%        | 67,20%           |
| Irlanda del Nord | 44,22%      | 55,78%        |                  |
|                  | Regno Unito | 51,89%        | 48,11%           |